# Leviana dimidiata
Espèce
Synonymes
- Epeira dimidiata L. Koch, 1871
- Epeira sylvicola Rainbow, 1897

Leviana dimidiata est une espèce d'araignées aranéomorphes de la famille des Araneidae.

## Distribution
Cette espèce est endémique d'Australie. Elle se rencontre du Queensland au Victoria.

## Description
Le mâle décrit par Framenau et Kuntner en 2022 mesure 6,6 mm et la femelle 7,1 mm, les mâles mesurent de 4,8 à 6,6 mm et les femelles de 6,4 à 9,9 mm.

## Systématique et taxinomie
Cette espèce a été décrite sous le protonyme Epeira dimidiata par L. Koch en 1871. Elle est placée dans le genre Araneus par Simon en 1895 puis dans le genre Leviana par Framenau et Kuntner en 2022.
Epeira sylvicola a été placée en synonymie par Framenau et Kuntner en 2022.

## Publication originale
- L. Koch, 1871 : Die Arachniden Australiens, nach der Natur beschrieben und abgebildet. Nürnberg, vol. 1, p. 1-104 (texte intégral).